# 깃카와 히로이에

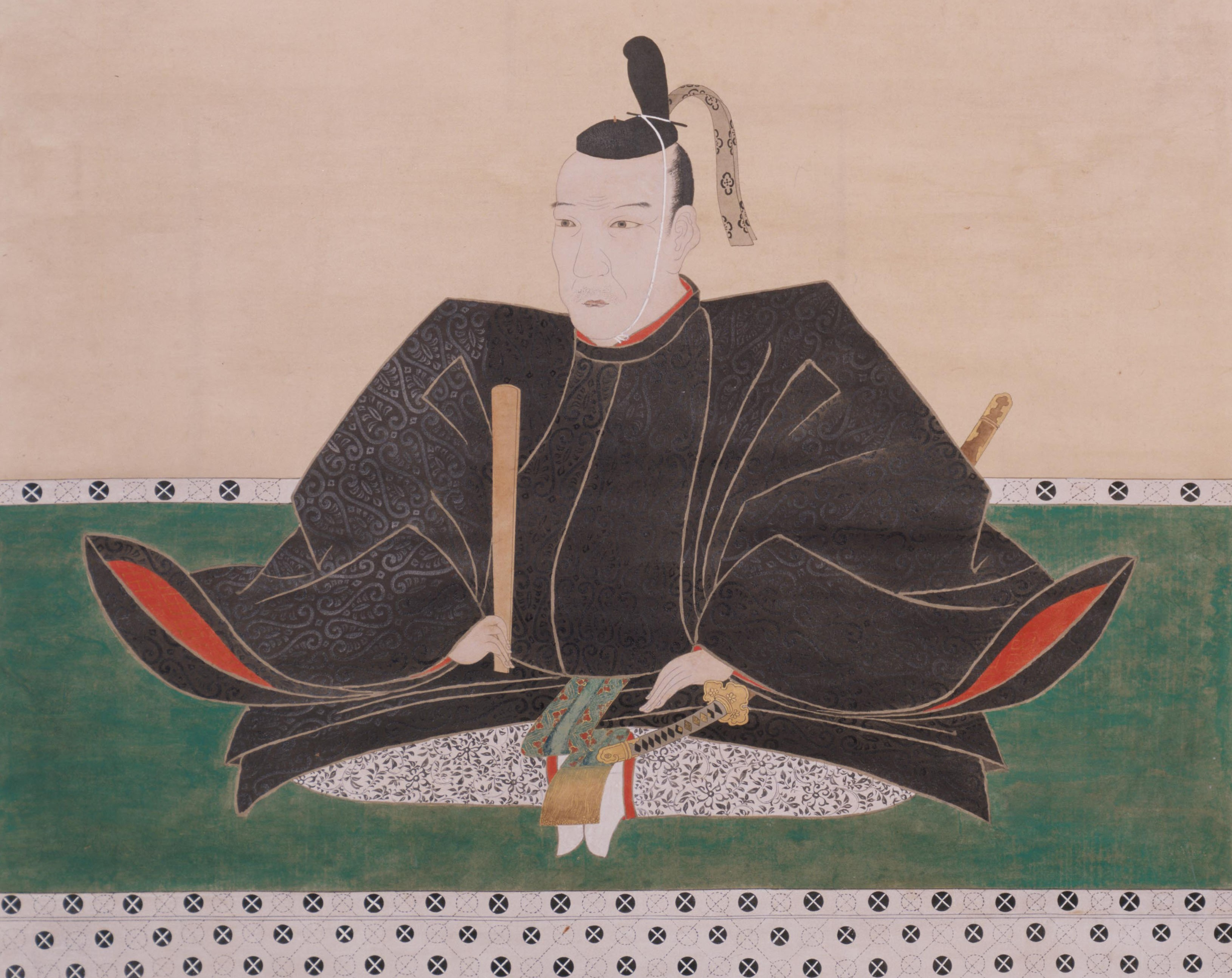
깃카와 히로이에

깃카와 히로이에(일본어: 吉川 広家, 1561년 ~ 1625년)는 모리(毛利) 가문의 가신으로 이와쿠니번(岩国藩)의 초대 당주이다. 모리 모토나리(毛利元就)의 손자이자 깃카와 모토하루(吉川元春)의 삼남, 어머니는 구마가이 노부나오(熊谷信直)의 딸 신죠우노쓰보네(新庄局), 정실은 우키타 나오이에(宇喜多直家)의 딸, 측실에 와카무라(若村)씨 등, 아들에 히로마사(広正), 모리 나리요리(毛利就頼), 딸(마스다 나리노부(益田就宣室)의 정실). 관위는 종사위하, 민부쇼유(民部少輔), 지주(侍従). 처음에는 쓰네노부(経信)였다고 한다.

## 생애

### 자라난 내력
에이로쿠(永禄) 4년(1561년) 11월 1일, 깃카와 모토하루의 삼남으로 태어났다. 어머니는 얼굴이 추하다고 하는 전승이 전해지는(실제로는 확실하지 않다. 가가와 마사노리(香川正矩) 문서 참고)신조노쓰보네이다. 어렸을 때에는 오다 노부나가(織田信長)와 같이 멍청이(うつけ)여서, 아버지 모토하루를 한탄하게 했다고 하는 일화가 있다. 잔을 받을 때 예의범절이 없다는 것 등을 주의 받은 서장이 남아있다. 또, 자라고 나서도 소령이 적은 것을 이유로, 멋대로 이와미(石見) 오가사와라(小笠原)가문 · 오가사와라 나가히타(小笠原長旌)의 양자가 되려고 해, 부모의 엄한 질책을 받았다.
겐키(元亀) 원년(1570년), 아버지와 함께 아마고 가쓰히사(尼子勝久)의 토벌전에서 첫 출진하였다. 덴쇼(天正) 11년 (1583년), 오다 노부나가 사후 천하인이 된 도요토미 히데요시(羽柴秀吉)의 아래로, 모리 모토나리(毛利元就)의 구남으로 숙부 · 고바야카와 다카카게(小早川隆景)의 양자가 된 고바야카와 모토후사(小早川元総)와 함께 인질로 보내진다. 처음에, 모토하루는 은거 후의 상대로서 히로이에를 가까이 두고 싶었지만, 모리 가문의 안전을 위해서 인질로서 오사카(大坂)로 향하게 했다. 곧 오사카에서 돌려보내진 것으로부터, 명목상의 인질이었다고 여겨진다.

### 깃카와 가문의 당주
덴쇼 14년(1586년)부터 덴쇼 15년(1587년)에 걸쳐 아버지 모토하루, 이어서 형인 깃카와 모토나가(吉川元長)가 죽었기 때문에, 깃카와 가문의 당주로 되어 거성 갓산토다 성(月山富田城)과 14만석의 소령을 계승했다. 당주가 된 후에 모리 데루모토(毛利輝元)에게 "히로(広)"의 한 글자를 받아, "히로이에(広家)"라고 개명한다. 다음해1588에는 히데요시의 명으로 히고(肥後) 국인 일규 진압을 위해 출진한다. 히로이에는 용장이었던 아버지나 형과 달라서 무용보다는 지략 면으로 인정받고 있어, 히데요시로부터도 모토하루 · 모토나가와 고바야카와 다카카게 사후의 모리가문을 지지할 그 수완을 높이 평가받았고, 텐쇼 16년 7월 25일, 도요토미 히로이에(豊臣広家)로서 종오위하에 서임해, 지쥬로 임명된다. 같은 년 8월 2일에는 종사위하로 승진해, 지주조겐(侍従如元)이 되었다. 그러나 이시다 미쓰나리(石田三成)등 히데요시 측근에게는 평가가 낮았던 것인지, 인질로서 보낸 히로이에의 딸은 한번도 히데요시와의 대면이 허락되지 않았다. 분로쿠(文禄)의 역, 게이초(慶長)의 역에도 출진해, 누차 모리 가문의 별동대를 지휘했다. 울산성 전투(蔚山城の戦い)에서는 농성한 가토 기요마사(加藤清正)를 구원하러 가 울산왜성을 포위한 명나라 장수 양호(楊鎬)의 명·조선(朝鮮)군을 격퇴하는 공을 세웠다.

### 세키가하라 전투
게이초 5년(1600년)의 세키가하라 전투(関ヶ原の戦い)에서는 모리가문의 당주였던 모리 데루모토가 이시다 미쓰나리, 안코쿠지 에케이(安国寺恵瓊) 등에 의해서 서군의 총대장이 되었다.(히로이에는 도쿠가와 이에야스(徳川家康)에게 가세하도록 제안했으나, 미쓰나리 등의 뒷공작으로 히로이에가 모르는 사이에 데루모토가 추대해졌다고 한다.) 외교에 통달한 에케이는 히로이에를 싫어하고 있어, 주가를 등지더라도 도쿠가와 가담을 주정하는 히로이에와, 한번 일을 일으킨 이상, 서군 총대장의 입장을 관철해야 한다는 에케이는 오사카성에서 격론을 별였다고 했다. 그러나 어디까지나 이에야스가 이끄는 동군의 승리를 확신하고 있던 히로이에는 같은 모리 중신인 후쿠바라 히로토시(福原広俊)와 모의를 작정해, 에케이나 데루모토에게는 비밀로 한 뒤 독단적으로 구로다 나가마사(黒田長政)를 통해 이에야스에게 내통해, 모리가문의 영토의 안도라고 하는 밀약을 맺었다. 한편으로 아노츠성(安濃津城)공략전에서는 주력으로 분전해(이것은 같은 편에게 동군에의 내통을 눈치채지 못하게 하기 위한 연기기도 했지만), 나가마사가 잠시 얼굴색을 잃는 국면도 있었다.
게다가 9월 14일, 세키가하라 결전 전날에도 히로이에는 후쿠바라 · 아와야(粟屋)의 두 중신의 가족 두명을 인질로 보내면서, 아울러 모리의 전투불참가를 선언하는 서장을 적장의 하나인 구로다 나가마사에게 보냈다.
9월 15일의 본전에서는 서군으로 참가했지만, 이에야스에게 내통하고 있던 히로이에는 난구산(南宮山)에 포진, 총대장 모리 히데모토(毛利秀元) 등의 출신을 방해하는 위치에 진을 치고 모리 세력의 움직임을 구속하였다. 끝까지 서군에 가세하라고 안코쿠지 에케이나 조소카베 모리치카(長宗我部盛親), 나쓰카 마사이에(長束正家)의 사자가 왔지만, 히로이에는(히데모토의 군세가) "지금부터 도시락을 먹을 것이다."라고 말하여 요구를 거절했다고 한다. 이것을 가리켜 "재상님의 빈 도시락"이라고 하는 말이 생겨났다.
결국에는 이에야스가 이끄는 동군이 승리하게 되어, 모리군은 싸우지도 못하고 전장을 이탈할 수 밖에 없게 되었다. 합전 직후에는 나가마사에게 사자를 통해 서신을 보내었다. 9월 17일에는 구로다 나가마사, 후쿠시마 마사노리(福島正則)의 연서(連署)로, "데루모토는 명목상의 총대장으로 추대된 것에 지나지 않기 때문에 본령을 안도한다."라는 추지의 서장이 오사카성의 데루모토에게 보내져, 히로이에로서도 모리 가문도 이것으로 안전하다고 느꼈다고 한다.

### 모리 가문 개역의 위기
그런데, 10월 2일이 되고 나서, 구로다 나가마사의 서신이 도착해, "이에야스로부터의 모리가문의 영토 안도의 밀약은 데루모토가 어쩔 수 없이 총대장에 추대됐을 경우에만 해당도니다. 그런데 오사카 성에서 발견되었던 서군의 연판장에 데루모토의 화압(花押)이 있었다. 곤란한 일이다. 모리의 소령은 몰수 후 개역당할 것이다." "귀공의 충절은 이이 나오마사(井伊直政), 혼다 마사노부(本多正信)도 잘 알고 있어, 모리 가문의 영토 중 1,2개국을 받을 수 있도록, 지금 이에야스와 교섭중이다."라는 처음 약속과는 정반대로, 모리 종가의 본령안도는 무용지물이 되어, 그 후 히로이에에게는 스오(周防)ᆞ나가토(長門)의 2개국 37만석을 준다라는 소식이 이었다.
히로이에는 이 소식에 대해서, "나에 대한 은고는 잊지 않겠으나, 제발 모리 가문이라과 하는 가명(家名)은 남겨주셨으면 합니다. 데루모토는 향후, 도쿠가와 가문에 대한 충절을 다할 것 입니다. 만에 하나, 데루모토가 도쿠가와에 대해 활시위를 당기는 일이 있다면, 설령 본가라고 해도, 데루모토의 목을 취해 보낼 각오 입니다.....생략"라고 하는 서약문을 썼다. 히로이에의 서약문을 받은 이에야스는 10월 10일이 되자, 데루모토에 대해서 히로이에에게 주려고 했던 스오우, 나가토 2개국을 모리 종가로 안도하는 것으로, 모리 데루모토, 모리 히데나리(毛利秀就) 부자의 신명의 안전을 보장하는 취지의 서약문을 주었다.
결과적으로, 히로이에는 처음부터 속여서 추가를 패전으로 이끌었으며, 개역의 위기에까지 몰고 들어간 게 된다. 하지만, 히로이에의 행동 그 자체는 합전 전인 7월 15일에 히데모토나 안코쿠지 에케이의 방침에 불만을 품고, 후쿠바라 히로토시 · 시시도 모토쓰구(宍戸元続) · 마스다 모토나가(益田元祥) · 구마가이 모토나오(熊谷元直)등 중신들과 은밀하게 행한 회의의 결과를 받은 것이었다. 그렇다고 해도, 히로이에로서도 구로다 나가마사나 이에야스의 중신들이 아닌, 이에야스와 직접 내통의 교섭을 행하지 않는 것이 실수라 여겨져, 이봉 후에는 가문 정치의 제1선에서부터 물러나게 된다.
모리가 종가에서는 세키가하라 후, 이 때의 감봉으로 인한 수입 감소를 보충하기 위한 측량으로 인해 발생한 야마시로(山代)게이초 일규, 요시미 나리요리(吉見広長)의 반란 등, 감봉에 따르는 혼란이 일어나게 되었다.

### 이와쿠니 영주
스오의 전봉을 수락한 모리 가문은 산인(山陰)의 한구석에 본거지를 잡았다. 번내를 분할해서, 조후(長府), 도쿠야마(徳山)의 분가와 이와쿠니 깃카와 령을 두어, 히로이에게는 본거지에서 먼 동쪽을 지키게 하여, 본가 및 직계 일문의 방패 역할을 하는 이와쿠니 3만석의 소령을 받아 이와쿠니령의 초대영주가 되었다. 이와쿠니 이외의 삼가는 지번으로서 정식적인 제후로 열거되었으나, 히로이에는 방계혈족이었기 때문에(깃카과 가문이라고 해도 히로이에의 위에는 차남 시게사와 모토우지(繁沢元氏)가 존재했다.)번으로 여겨지지 못하고, 가신으로서 취급되었다. 그러나 이에야스로부터는 이와쿠니 축성을 허락받아, 막부로부터는 다이묘로서의 취급을 받아, 에도에 저택을 짓고 산킨코타이(参勤交代)로 행하는 복잡한 입장이 되었다. 이 점은 3만석, 7만의 소령을 가지면서 본가에 지번 독립을 인정받지 못하고 영주로 취급되었던 나베시마 번(鍋島藩)의 지번과 유사하다. 이 미묘한 입장은 이와쿠니 성 파각문제나 2대째부터 11대째까지의 이와쿠니 영주의 초상화가 그려지지 않는 등, 깃카와 가문에 여러 가지 쓴맛을 맛보게 했다.
덧붙여서, 지번 필두의 명예를 담당했던 조후번(長府藩)주는 세키가하라에서 총대장으로서 포진하면서 히로이에의 내통에 출진을 방해받는 모리 히데모토였다. 히데모토는 어린 번주 · 모리 히데나리의 보좌를 위해 조슈번(長州藩)의 집정관이 되어, 필두 중신의 지위에 있었던 후쿠바라 히로토시와 권력 쟁탈을 벌여, 후쿠바라는 히로이에의도움을 구했다. 히로이에는 세키가하라의 사건을 이유로 공식상으로는 움직이지 않았으나, 반 히데모토파의 후원자로서 움직였다. 게이초 10년 (1605년)에 쿠마가이 모토나오 숙청사건이 발생했으나, 후쿠바라는 이것을 히데모토와 함께 신속히 진압하는 동시에, 모리 히데모토 · 깃카와 히로이에 양자에 대해서 화해를 강경하게 신청해 두 사람은 이것에 응했다. 그러나, 그 후에도, 모리 히데모토와 후쿠바라 히로토시(및 배후의 히로이에)와의 갈등은 계속되게 된다. 이 사이, 히로이에는 게이초 6·7·8·9·11년에 도쿠가와 이에야스 · 도쿠가와 히데타다(徳川秀忠)와 알현하고 있다.
그런데, 오사카 겨울의 진 즈음에 모리 히데모토가 데루모토 · 히데나리 등과 극비에 사노 도우카(佐野道可)를 도요토미 측에 파견했고, 게다가 이 사실을 히로이에나 다른 중신들에게는 전부 비밀로 한 것을 알았던 히로이에는 격노해 게이초 19년 12월 22일에 은거해 아들인 히로마사에게 가독을 양도하였으며, 후쿠바라 히로토시도 이 문제를 처리한 후인 겐나 2년(1616년)에 번의 정무로부터 물러났다. 이후, 번의 정치는 히데모토와 마스다 모토나가 · 시미즈 가게하루(清水景治)등에 의해서 운영되게 되었다. 이미 도요토미 정권에 대해서 독립된 다이묘로서 인정받도 있던 히데모토는 조후 모리 가문의 가문의 격 상승을 도모하면서, 번의 정치 운영을 행하게 대립관계에 있던 깃카와 가문의 세력 소멸을 꾀했다. 겐나의 1국 1성 명령을 이유로 이와쿠니성을 파각하는 등도 이러한 히데모토의 정책에 근거한 면이 크다. 이러한 히데모토의 방침에 대해서 히로이에는 겉으로는 침묵하고 있었으나, 후쿠바라 히로토시 등과 함께 히데모토의 대항자세를 나타내고 있었다.
또, 히데모토가 세키가하라에서 히로이에의 관망 반복 즉 이적(利敵) · 배반 행위를 심하게 비난한(무엇보다, "깃카와가문"라고 하는 공동보조를 취하는 것도 이었다.) 일로부터, 모리가문의 가신단으로부터도 "배반자, 본가를 팔아먹은 남자"로서 그를 심히 증오하는 시선이 집중되어, 깃카와 가문의 배신으로서의 막부 말까지 계속되게 된다.
원래부터, 모토나리 시대부터 깃카와 가문은 서류의 필두로서 가신간을 통솔하는 것이 역할이었다. 한편, 한번은 종가의 후계가 된 히데모토의 쵸후 모리 가문이 그 경위(원래 히데모토의 독립이 승인되 것은 세키가하라 전투의 2년 전이었다. 또, 히데모토의 계통에는 만일의 사태에 모리 종가 계승권이 있어, 실제로 2명이 종가로 들어가 상속했다.)를 이유로, 다른 분가와의 차별화와 가문의 격식의 상승을 도모해서 종가에 준한 지위를 확보하려고 한 측면이 있다. 실제로, 모리 데루모토나 깃카와 히로이에의 사후인 칸에이 8년(1631년)에 히데모토는 그 전횡을 비난받고 조후번 집정의 지위를 잃고 실락해, 후임의 집정관으로 취임한 것은 히로이에의 아들 · 히로마사였고, 히로마사의 정실로 데루모토의 딸 · 다케히메(竹姫)를 맞아들인 것은 이봉 후의 일이 었다.
히로이에는 가독을 장남 · 히로마사에게 양도하고 은거한 후에도 실권을 계속 잡았고, 겐나 3년(1617년)에는 188조에 미치는 영내의 통치법을 제정하는 등, 이와쿠니의 개발에 힘을 기울여, 실제 석고 10만석(전성기에는 17먼석이라고도)이라고 하는 이와쿠니 령의 기초를 세웠다. 간에이 2년(1625년) 9월 21일, 향년 65세로 죽었다.

## 같이 보기
- 만토쿠인
- 이와쿠니 항
- 모리 료센

| 전임 깃카와 모토나가 | 아키 깃카와가 당주 1587년 ~ 1614년 | 후임 깃카와 히로마사 |